# Elecciones presidenciales de Irlanda de 2018
Las elecciones presidenciales irlandesas de 2018 se realizaron el 26 de octubre de 2018. El presidente Michael D. Higgins, que fue elegido en 2011, está buscando la reelección. Como Sinn Féin ha declarado que participarán en las elecciones, esta será la primera vez desde las elecciones de 1966 que un presidente en ejercicio efectivamente disputará su reelección (en las dos anteriores ocasiones en las que un presidente fue reelecto, triunfó sin oposición y la votación no se realizó). El gobierno ha indicado provisionalmente 26 de octubre como la fecha si hay una elección impugnada, la misma fecha que dos referendos constitucionales propuestos. El presidente Higgins fue reelecto para otro mandato, ganando en la primera vuelta con un 55% de los votos.

## Candidatos
| Nombre             | Partido | Partido       | Nombramiento     | Posición actual o más reciente |
| ------------------ | ------- | ------------- | ---------------- | ------------------------------ |
| Michael D. Higgins |         | Independiente | Autonombramiento | Presidente (2011–presente)     |
| Joan Freeman       |         | Independiente | Ayuntamientos    | Senadora (2016–presente)       |
| Seán Gallagher     |         | Independiente | Ayuntamientos    | Empresario                     |
| Peter Casey        |         | Independiente | Ayuntamientos    | Empresario                     |
| Gavin Duffy        |         | Independiente | Ayuntamientos    | Empresario                     |
| Liadh Ní Riada     |         | Sinn Féin     | Oireachtas       | Parlamentaria                  |

## Resultados
|  | 56.0 % |

|  | 23.1 % |

|  | 6.5 % |

|  | 6.4 % |

|  | 5.9 % |

|  | 2.2 % |

|  | 98.77 % |

|  | 1.23 % |

|  | 100 % |

| \| Voto popular \| Voto popular \| Voto popular \| Voto popular \| Voto popular \| \| ------------ \| ------------ \| ------------ \| ------------ \| ------------ \| \| Candidato \| Candidato \| \| % \| % \| \| Higgins \| Higgins \| \| 56.0 % \| 56.0 % \| \| Casey \| Casey \| \| 23.1 % \| 23.1 % \| \| Gallagher \| Gallagher \| \| 6.5 % \| 6.5 % \| \| Ní Riada \| Ní Riada \| \| 6.4 % \| 6.4 % \| \| Freeman \| Freeman \| \| 5.9 % \| 5.9 % \| \| Duffy \| Duffy \| \| 2.2 % \| 2.2 % \| |           |  |        |        |
| Voto popular |           |  |        |        |
| Candidato | Candidato |  | %      | %      |
| Higgins | Higgins   |  | 56.0 % | 56.0 % |
| Casey | Casey     |  | 23.1 % | 23.1 % |
| Gallagher | Gallagher |  | 6.5 %  | 6.5 %  |
| Ní Riada | Ní Riada  |  | 6.4 %  | 6.4 %  |
| Freeman | Freeman   |  | 5.9 %  | 5.9 %  |
| Duffy | Duffy     |  | 2.2 %  | 2.2 %  |